# Белорусская фантастическая проза
Белорусская фантастическая проза — художественные произведения, написанные белорусскими авторами в жанре фантастики.

## XIX век
К одному из жанров фантастической литературы — фэнтези, относится произведение одного из зачинателей новой белорусской литературы Яна Барщевского — «Шляхтич Завальня, или Беларусь в фантастических рассказах» (1844-46). Эта книга, которую без сомнения можно назвать фундаментом белорусской литературы, открыла жанр фантастики, фэнтези в белорусской литературе. Произведение, написанное на основе белорусских народных сказок и легенд, привлекает своими языческими фантазиями, своим, если так можно выразиться, белорусским гофманизмам. Притчи-рассказы связаны в произведения при помощи известного с древних времен приема, где есть рассказчик и слушатель. Гостеприимный шляхтич Завальня встречает всех прохожих, щедро угощает их, и внимательно слушает жизненные истории и сказки. Нечто подобное можно видеть и в «Тысячи и одной ночи». В некрологе, размещенном в журнале «Przegląd Poznański» (1851. T. III. Poszyt 3. S. 362.), Я. Барщевского назвали «известным белорусским писателем», который «одевает фантастику в белорусские одежды».

## XX век
В 1923 году выходит философско-фантастическая повесть Вацлава Ластовского «Лабиринты», написанная в духе художественной мистификации историко-мифологического направления.
Если рассматривать научно-фантастический жанр, то здесь обязательно нужно вспомнить Янку Мавра, основателя научно-познавательного жанров в белорусской литературе, и автора первой белорусской научно-фантастической повести. В 1925 году в журнале «Белорусский пионер» появилась его повесть на белорусском языке «Человек идет», которая, как считается, положила начало научно-фантастическому жанру в белорусской литературе. Тем не менее некоторые эту повесть относят скорее к приключенческому жанру. А дальше были фантастическая сказка «Путешествие по звездам» (1927) и «Повесть будущих дней» (1932), которую уже смело можно отнести именно к фантастике. И в 1954 году вышла его научно-фантастическая повесть «Фантомобиль профессора Циолковского», в которой совмещено реальное и фантастическое — на энергии детской фантазии внуки профессора Циолковского Святозар и Светлана отправляются в далекое путешествие — сначала в Америку, а потом на Луну и на Марс.
В 1932 году в журнале «Маладняк» (№ 7-8) появилась первая часть научно-фантастического романа «Освобождение сил» Змитрока Астапенко. Но в 1933 году автор был арестован НКВД по делу «Белорусской народной громады», и, вероятно, роман так и не был закончен.
В 1959 году вышла книга Миколы Гамолки «Шестой океан» — научно-фантастический роман про космический океан. В 1962 году была издана повесть про космическую экспедицию на Марс и Плутон «Последняя орбита», автора Владимира Шитика. За ней вышли его сборники «Звездный камень» (1967), «Парсеки за кормой» (1970), «Вовремя не вернулись» (1975), «Трансплутоновые Офелии» (1982). Их основная тема — бесконечные просторы космоса и его отважные исследователи и покорители.
В феврале 1981 года в газете «Знамя юности», писатель Владимир Цветков подготовил первый выпуск «Клуба любителей фантастики» (из авторов и читателей клуба образовался первый в Белоруссии клуб любителей фантастики «Циолковский»). Рубрику позже сменила «Фантастика. Гипотезы. Прогнозы», затем появился «ФАЭТОН» (Фантастика. Эксперименты. Теории. Опыты).
В середине-конце 1980-х сильно о себе заявил творческий дуэт Юрия Брайдера и Николая Чадовича. Начало их длительному и плодотворному сотрудничеству положил рассказ «Нарушитель» (1983) в газете «Знамя юности». Известность им принесли «Телепатическая стрельба» (1987) и «Евангелие от Тимофея» (1991). В соавторстве, которое продолжилось и в начале 2000-х, ими были написаны целые циклы произведений: «Миры под лезвием секиры», «Тропа», «Особый отдел», «Охота на Минотавра».
В веселой и непринужденной форме Павел Мисько рассказывает детям в фантастической повести «Эрпиды на планете Земля» (1987) про животный и растительный мир Земли от имени роботов-разведчиков. Часть своих произведений в приключенческо-фантастическом жанре посвятил детям и Алексей Якимович в своих книжках «Эльдорадо просит помощи» (1989 г.), «Секрет Тунгусского метеорита» (1993 г.). Обратилась к детской фантастики и Раиса Боровикова — «Аленкины „Я“, или планета любопытных мальчиков» (1990 г.) и «Две повести о межпланетном пожарном» (1996 г.).
Произведениям Василя Гигевича, в которых он исследует современные проблемы существования цивилизации во Вселенной, присущи психологизм и философичность. Наиболее к научно-фантастическому жанру приближена его повесть «Марсианское путешествие» (1990 г.) в которой главный герой, журналист, решил навсегда переехать на Марс и жить там под руководством искусственного интеллекта. В 2012 году в издательстве «Литература и искусство» вышла книга «Крах цивилизации», в которую вошли четыре его наиболее ярких произведения «Корабль», «Марсианское путешествие», «Полтергейст», «Потерянное счастье».
Неожиданно обратился частично к фантастике и известный белорусский детективщик Николай Чергинец, в романе «Илоты безумия» (1995). В нём повествуется о главе международной террористической организации, который мечтает о безграничной власти над миром. Среди героев книги присутствуют, помимо прочих, и пришельцы из Космоса, которые объединились вместе с людьми и противостоят силам Зла в борьбе за спасение человечества от катастрофы.
Плодотворно на ниве фантастики работают Александр Силецкий и Наталья Новаш — муж и жена. Он пишет научную, социальную фантастику, она — больше сказки и романы-фэнтези, но также и научно-фантастические произведения. Силецкий автор более 70 фантастических рассказов.

## XXI век
Отличительной явлением стал постмодернистский роман Андрея Федоренко «Ревизия» (2004). Автор начал его писать ещё в 1987 году, продолжил в 1992, и завершил в 2003. Главный герой, Алесь Трухан, в конце 1980-х годов на основе своих видений или снов, которые его периодически посещают, пишет роман о 1920-х годах. Главный персонаж романа Трухана, Алесь Труханович (контуженый красноармеец с амнезией), «вспоминает» свою будущую жизнь, жизнь Трухана в конце 1980-х годов.
Присоединился к кругу фантастов и Алесь Бадак, который опубликовал в журнале «Молодость» (2004 г. № 12) повесть «Не смотрите в снах на полную луну». Произведение также вошло в антологию «В зените — Антарес» (2008).
Знаменита своим многогранным творчеством Людмила Рублевская. Её фантастическое повествование о ведьмаке «Единица» вошло в сборник белорусской фантастики «Зеркало Вселенной» (2007). Но наиболее известны её мистическая повесть «Дети гомункулуса» (1999), в основу которой положена легенда о чернокнижнике пане Твардовском, романы «Пляска смерти» (2005), в котором журналистка и реставратор разгадывают тайну средневековых часов, и «Убить негодяя, или Игра в Альбарутению» (2007), в котором группа молодых людей находит портал, через который они отправляются в 1930-е годы.
Хорошо известны в Беларуси и за её пределами произведения Андрея Жвалевского, который написал большое количество романов в соавторстве с Е. Пастернак и с И. Мытько. Помимо цикла фантастической пародии «Порри Гаттер» (в соавторстве с И. Мытько), автор написал фантастические романы «Мастер сглаза» (2005) и «Мастер силы» (2005). За иронический роман ужасов «Здесь вам не причинят никакого вреда» (2006) Жвалевский и Мытько получили в 2007 г. на Международной литературной конференции по вопросам фантастики «РасКан» премию «Алиса» (за лучшее фантастическое произведение для детей).
Ещё одна белорусская писательница, хорошо известна за пределами Беларуси — Ольга Громыко, автор Белорийского цикла о ведьме Вольхе, пишет книги в жанре юмористического фэнтези. Её роман «Профессия: ведьма» на международном фестивале «Звездный мост-2003» (г. Харьков) получил приз «Меч Без Имени» за лучший дебютный роман в жанре юмористической и остросюжетной фантастики.
Не остаются в стороне и сами издательства. Так, «Художественная литература» издала две антологии, в которых собраны фантастические рассказы — уже упомянутые «Зеркало Вселенной» (2007 г.) и «В зените — Антарес» (2008 г.). Издательство «Харвест» совместно с Союзом писателей Беларуси, в серии «Белорусская современная фантастика», издала сборники Александра Олешкевича «Дети звезд» (2009 г.), Геннадия Авласенко «Дикие кошки Барсума» (2009 г.), повесть Зинаиды Дудюк «Единорог» (2010 г.). В издательстве «Литература и Искусство» вышел сборник сказок и рассказов о космосе для детей «Космическая книга» (2010 г.).
В 2010 году Союз писателей Беларуси проводил конкурс молодых литераторов «Новая белорусская фантастика» с целью привлечь внимание читателей к белорусской фантастической литературе и открыть новых талантливых авторов произведений фантастических жанров. Жюри конкурса возглавлял председатель секции «Приключения и фантастика» СПБ Владимир Куличенко, автор фантастических повестей «Катамаран „Беглец“» (1994 г.) и «Клуб города N» (2004 г.). По итогам конкурса были определены финалисты, а их произведения были изданы отдельными книжками в 2014 году в издательстве «Харвест» в серии «Новая белорусская фантастика». Это «Панацея» Андрея Болотова, «Дары Дракона» Екатерины Войниковой и «Несметные сокровища таинственной пещеры» Дмитрия Савчика.